# Le Fléau de Dieu (Larcenet)
Pour les articles homonymes, voir Le Fléau de Dieu.
Le Fléau de Dieu - une aventure rocambolesque d'Attila le Hun est un album de bande dessinée humoristique de Manu Larcenet et Daniel Casanave, édité chez Dargaud dans la collection Poisson Pilote en 2006. La mise en couleurs est réalisée par Patrice Larcenet.
C'est le tome 3 de la série une aventure rocambolesque de....

## Synopsis
Attila, empereur barbare, a pillé, ravagé et conquis le monde entier, même la Beauce qui n'avait pourtant pas grand-chose d'attirant à ses yeux... Son rêve d'enfant s'est donc réalisé. Mais il se retrouve vide, privé de joie, puisque sa monomanie était sa vie entière. Il décide donc de renoncer à tout, sa horde (sauf Ratko, le cul-de-jatte, qui s'attache à lui), ses richesses, et son rang. Dans son orgueil et sa frustration, il s'en prend ensuite à Dieu et à l'univers... Pour le punir, ces derniers l'obligent à vivre éternellement, jusqu'à avoir accompli quelque chose de positif.